# Giulietta Masina

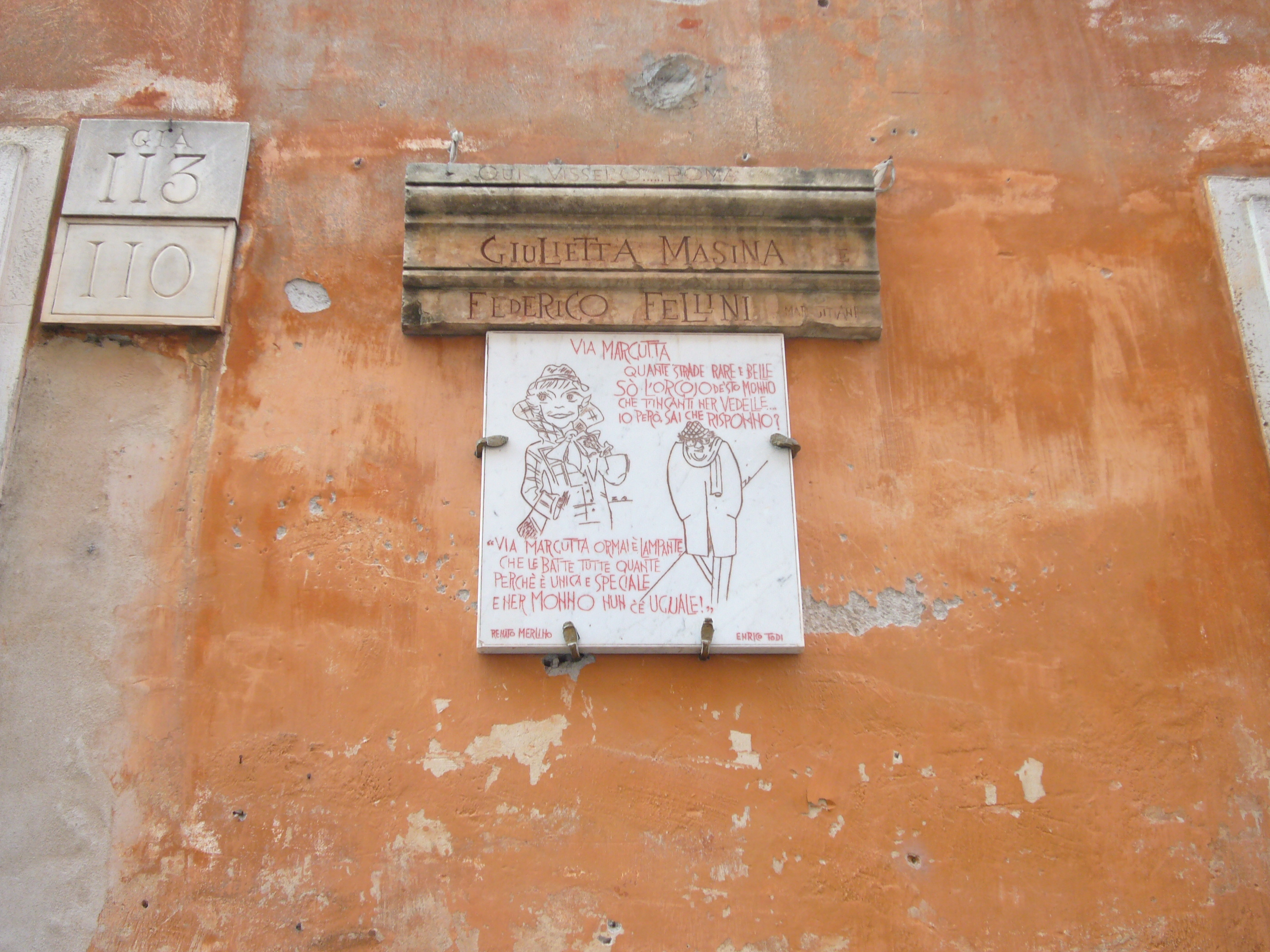
Placa commemorativa a la façana de la casa al carrer Margutta a Roma, on van viure
Giulietta Masina i Federico Fellini.

Giulietta (Giulia Anna) Masina (San Giorgio di Piano, Bolonya, 22 de febrer del 1920 - Roma, Itàlia, 23 de març del 1994) va ser una actriu italiana. Va ser l'esposa de Federico Fellini.

## Biografia
Filla d'un pare violinista i professor de música, Gaetano Masina, i d'una mare mestra Angela Flavia Pasqualin, arribarà a Roma, per viure a casa d'una tia seva. Va estudiar al liceu de les Germanes Ursulines i posteriorment es va llicenciar en Filosofia i Lletres per la Universitat de la Sapienza. Durant el seu pas per la universitat, va conrear la seva passió per la interpretació i en el curs 1941 - 1942 va participar en molts espectacles de dansa, música i teatre universitari a l'Stadium Urbis, que després es convertiria en el Teatre Ateneu de Roma. El 1943 va entrar a formar part de la Companyia de Teatre Còmic Musical, on actuaria com a ballarina, cantant i actriu en diferents operetes i obres còmiques.
També comença a treballar a la ràdio, on es farà coneguda per l'èxit del serial radiofònic Terziglio, escrit per un jove Fellini. És l'enamorament sobtat: s'hi casa el 30 d'octubre del 1943.
Després de la fi de la Segona Guerra Mundial, reprèn el teatre universitari amb l'obra Angélica, escrita i dirigida per Leo Ferrero i coprotagonitzada per Marcello Mastroianni. L'obra Gli Innamorati, el 1951, serà la seva última incursió en el teatre.
El seu començament en el cinema té lloc el 1946 com a figurant a Paisà, de Roberto Rossellini. Després, Alberto Lattuada, el 1948, li confia el paper de la pobra prostituta de Senza pietà, pel qual obté un Nastro d'Argent al millor paper secundari femení. Un gran nombre de realitzadors italians (i d'altres nacionalitats) la faran treballar, començant pel seu marit, amb el qual rodarà set vegades. Els més famosos seran Comencini, Duvivier, Sordi, Forbes…
És segur que el seu paper de Gelsomina a La Strada el 1954 la dona a conèixer mundialment. És la dona i la musa de Fellini, que troba en ella el seu igual artístic. Les seves característiques la fan interpretar personatges ingenus que evolucionen en universos cruels; Masina és sovint anomenada la "Chaplin femenina".
Sobreviu a penes cinc mesos el seu marit, deixant de lluitar contra el càncer de pulmons que l'afectava. En el seu funeral, el trompetista Mauro Maur, «La Sua Tromba» com ella l'anomenava, va interpretar la música de Nino Rota de la pel·lícula La Strada. Havia deixat una carta en la qual li demanava que toqués aquesta melodia.

## Filmografia
- 1946: Paisà, de Roberto Rossellini: la prostituta.
- 1948: Senza pietà, d'Alberto Lattuada: Marcella.
- 1950: Luci del varietà, de Federico Fellini amb Gina Mascetti: Melina Amour.
- 1951: Sette ore di guai, de Vittorio Metz i Marcello Marchesi amb Totò: la filla de Romolini.
- 1951: Cameriera bella presenza offresi..., de Giorgio Pastina amb Gino Cervi, Alberto Sordi, Vittorio De Sica, Aldo Fabrizi: Ermelinda.
- 1951: Persiane chiuse, de Luigi Comencini: Pippo.
- 1952: Wanda la peccatrice, de Duilio Coletti: Nadina.
- 1952: Il romanzo della mia vita, de Lionello De Felice: Paola.
- 1952: Lo sceicco bianco, de Federico Fellini, amb Alberto Sordi, Gina Mascetti: Cabiria.
- 1952: Europa '51, de Roberto Rossellini, amb Ingrid Bergman: Passerotto.
- 1953: Ai margini della metropoli, de Carlo Lizzani: Gina Ilari.
- 1953: Via Padova 46, de Giorgio Bianchi: Irène.
- 1954: Donne proibite, de Giuseppe Amato amb Anthony Quinn: Rosita.
- 1954: Cento anni d'amore, film d'esquetxos de Lionello de Felice, episodi Purification amb Eduardo De Filippo: l'amic de Rimpettaia.
- 1954: La strada, de Federico Fellini, amb Anthony Quinn: Gelsomina.
- 1955: Buonanotte... avvocato!, de Giorgio Bianchi, amb Alberto Sordi: Carla.
- 1955: La trampa (Il bidone), de Federico Fellini: Iris.
- 1957: Les nits de la Cabiria (Le notti di Cabiria), de Federico Fellini, amb François Périer: Cabiria.
- 1958: Fortunella, d'Eduardo De Filippo, amb Alberto Sordi: Nanda Diotallevi dite «FortUnalla».
- 1958: Nella città dell'inferno, de Renato Castellani, amb Anna Magnani, Renato Salvatori, Alberto Sordi: Lina.
- 1959: Jons und Erdme, de Victor Vicas, amb Gert Fröbe: Erdme.
- 1960: Das Kunstseidene Mädchen, de Julien Duvivier, amb Gert Fröbe: Doris Putzke.
- 1965: Giulietta dels esperits (Giulietta degli spiriti), de Federico Fellini, amb Sandra Milo, Mario Pisu, José Luis de Vilallonga: Juliette.
- 1966: Scusi, lei è favorevole o contrario?, d'Alberto Sordi, amb Bibi Andersson, Anita Ekberg, Silvana Mangano, Mario Pisu: Anna.
- 1967: Non stuzzicate la zanzara, de Lina Wertmüller, amb Rita Pavone: la mare de Rita.
- 1969: La boja de Chaillot (The Madwoman of Chaillot), de Bryan Forbes, amb Katharine Hepburn, Yul Brynner, Richard Chamberlain, Donald Pleasence: Gabrielle, la Folle de Passy.
- 1969: Block-notes di un regista de Federico Fellini: ella mateixa
- 1985: Ginger i Fred, de Federico Fellini, amb Marcello Mastroianni: Amelia Bonetti àlias «Ginger».
- 1985: Sogni e bisogni, sèrie de Sergio Citti, amb Jacques Dufilho, Andréa Ferréol, Ugo Tognazzi, Marilù Tolo: El Destin.
- 1986: Frau Holle, de Juraj Jakubisko: Perinbaba/Lady Winter.
- 1991: Aujourd'hui peut-être..., de Jean-Louis Bertucelli, amb Éva Darlan, Jean Benguigui: Bertille.

## Premis i nominacions
- 1949: Nastro d'Argent a la millor actriu secundària per Senza pietà.
- 1951: Nastro d'Argent a la millor actriu secundària per Luci del varietà.
- 1957: Premi d'interpretació femenina al Festival de Cannes per Le notti di Cabiria.
- 1957: Premi Zulueta a la millor actriu al Festival Internacional de cinema de Sant Sebastià per Le notti di Cabiria.
- 1958: Nastro d'Argent a la millor actriu per Le notti di Cabiria.
- 1966: David di Donatello a la millor actriu per Giulietta degli spiriti.
- 1982: Medalla d'or del ministre de turisme i espectacle a la cerimònia de lliurament dels David di Donatello.
- 1986: Nastro d'Argent a la millor actriu per Ginger e Fred.
- 1986: David di Donatello especial del 30è aniversari de l'associació.
- 1986: Premi d'honor de la Camera de la Berlinale al Festival Internacional de Cinema de Berlín.
- 1986: Nocciola d'oro al Festival de cinema de Giffoni.

nota: els Ruban d'argent són els Premis de la crítica del cinema italià; els David di Donatello són els equivalents italians dels Premis Gaudí.

## Enllaços externs

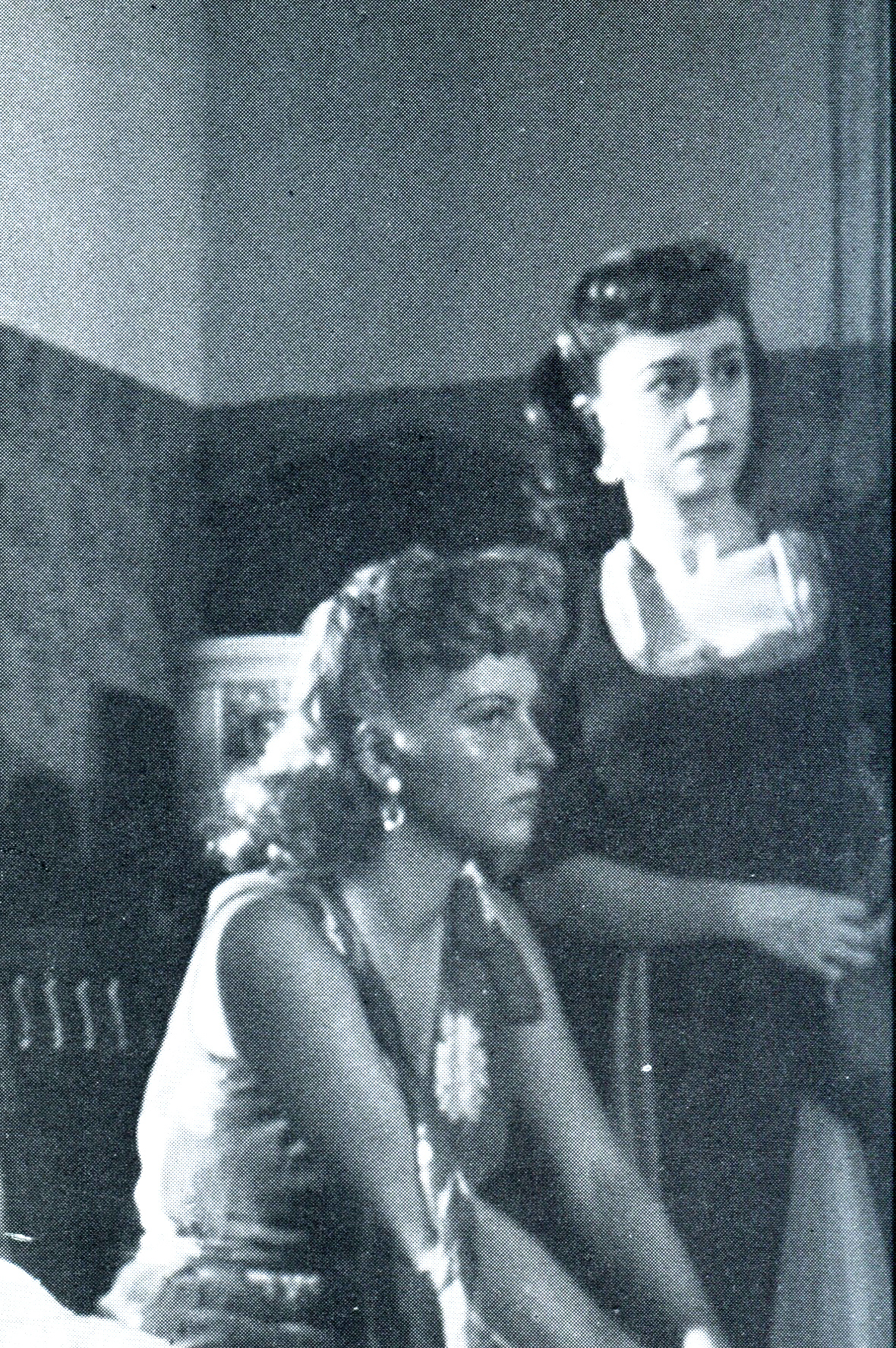
Senza pietà (1948)
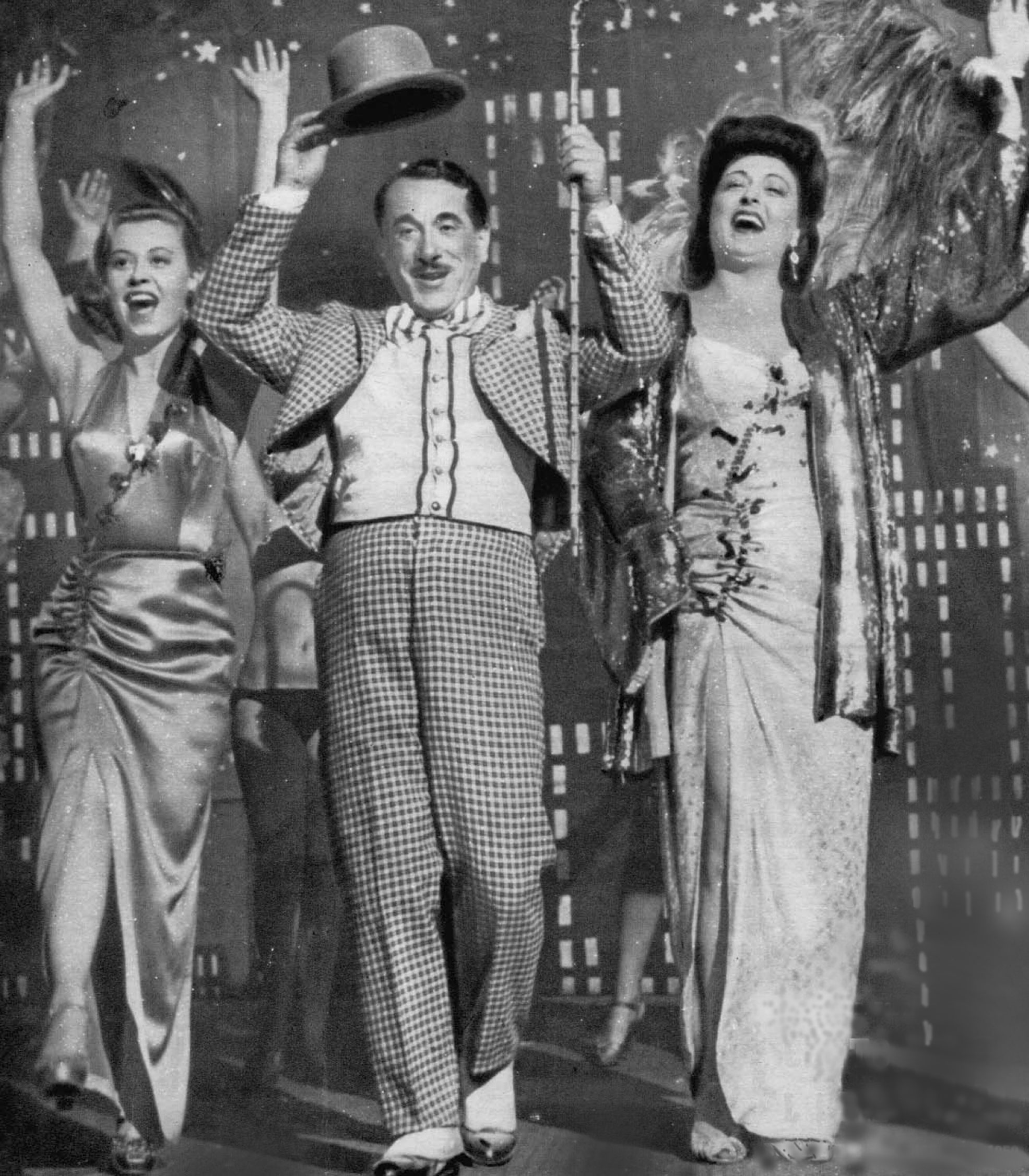
Llums de varietats (1951)
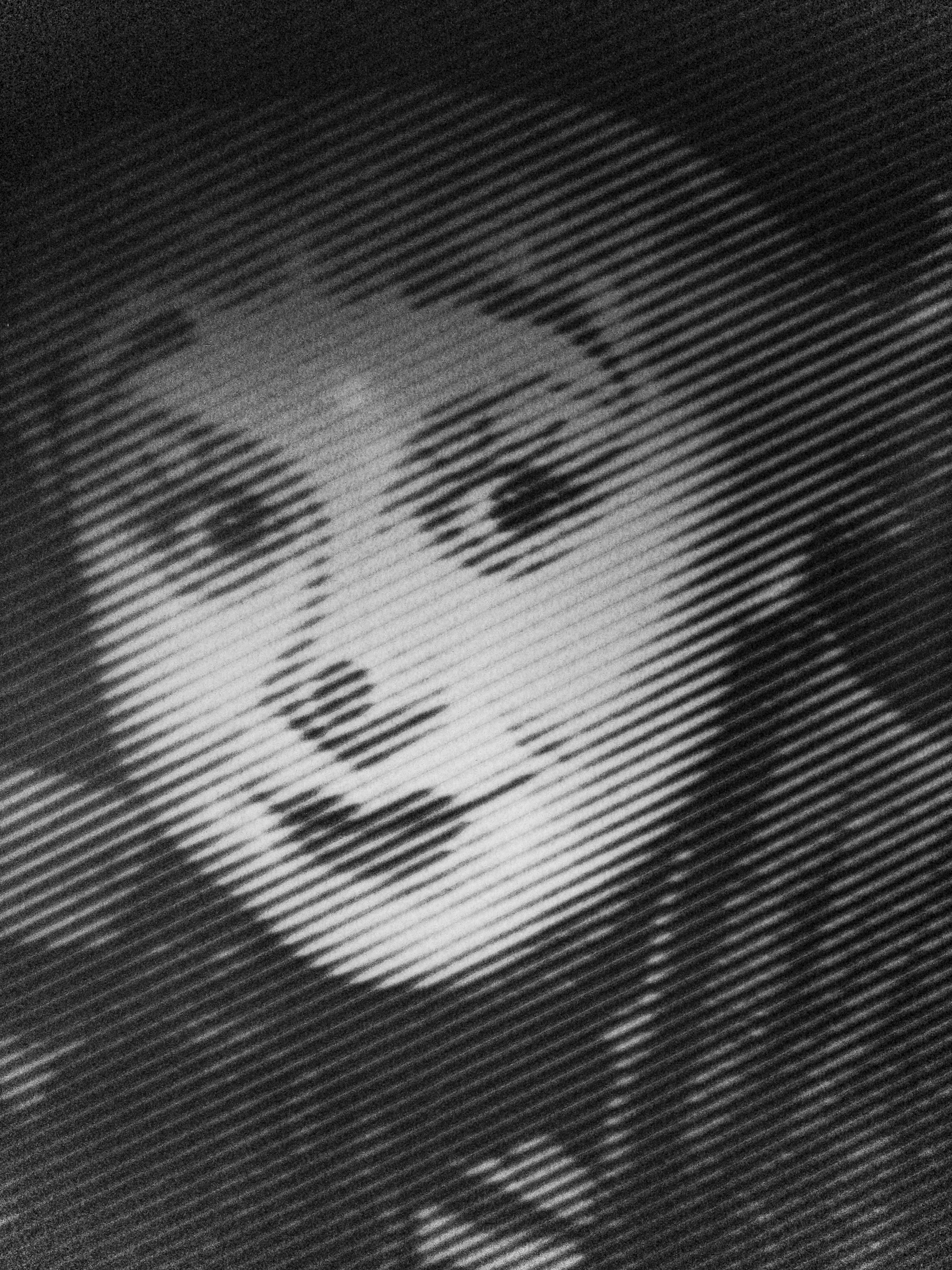
La strada (1954)
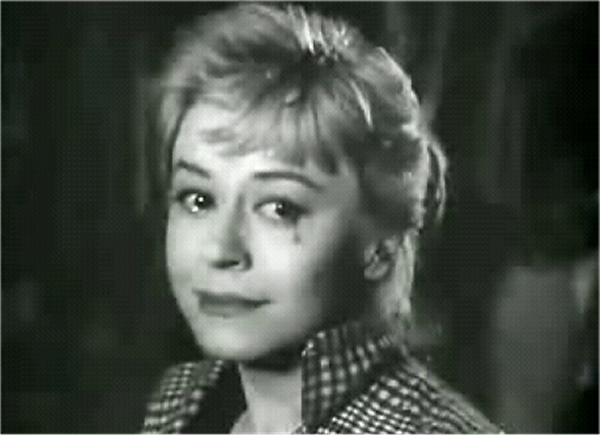
Les nits de la Cabiria (1957)
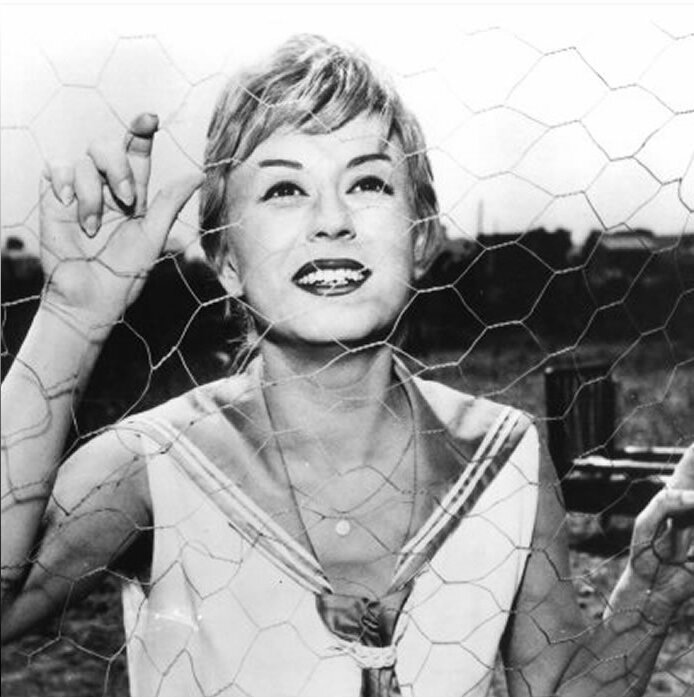
Les nits de la Cabiria (1957)